# (8759) Porzana
(8759) Porzana est un astéroïde de la ceinture principale.

## Description
(8759) Porzana est un astéroïde de la ceinture principale. Il fut découvert le 17 octobre 1960 à l'observatoire Palomar par Cornelis Johannes van Houten, Ingrid van Houten-Groeneveld et Tom Gehrels. Il présente une orbite caractérisée par un demi-grand axe de 2,67 UA, une excentricité de 0,19 et une inclinaison de 13,8° par rapport à l'écliptique.

## Compléments